# Korhorus
Korhorus (lat. Corchorus), biljni rod korisnog jednogodišnjeg raslinja iz porodice  sljezovki
Pripada mu 75 vrsta u suptropaskim i tropskim krajevima Azije, Afrike, Amerike i Australije.

## Opis
Kora vrste C. capsularis i u manjoj mjeri C. olitorius čine glavni izvor vlaknaste jute, a te se vrste mnogo uzgajaju u Indiji i Bangladešu. Listovi i mladi izdanci jedu se kao povrće u Europi i kuha se kao zelenje u zapadnoj Africi. Sjemenke su, međutim, otrovne.

## Vrste
1. Corchorus aestuans L.
2. Corchorus africanus Bari
3. Corchorus allenii F.Muell.
4. Corchorus angolensis Exell & Mendonça
5. Corchorus aquaticus Rusby
6. Corchorus argillicola Moeaha & P.J.D.Winter
7. Corchorus argutus Kunth
8. Corchorus asplenifolius Burch.
9. Corchorus aulacocarpus Halford
10. Corchorus baldaccii Mattei
11. Corchorus brevicornutus Vollesen
12. Corchorus capsularis L.
13. Corchorus carnarvonensis Halford
14. Corchorus chrozophorifolius (Baill.) Burret
15. Corchorus cinerascens Deflers
16. Corchorus confusus Wild
17. Corchorus congener Halford
18. Corchorus cunninghamii F.Muell.
19. Corchorus deccanensis H.B.Singh & M.V.Viswan.
20. Corchorus depressus (L.) Stocks
21. Corchorus drysdalensis R.L.Barrett
22. Corchorus elachocarpus F.Muell.
23. Corchorus elderi F.Muell.
24. Corchorus erodioides Balf.f.
25. Corchorus fascicularis Lam.
26. Corchorus fitzroyensis S.J.Dillon & K.A.Sheph.
27. Corchorus foliosus Spreng.
28. Corchorus gillettii Bari
29. Corchorus hirsutus L.
30. Corchorus hirtus L.
31. Corchorus hygrophilus A.Cunn. ex Benth.
32. Corchorus incanus Halford
33. Corchorus junodii (Schinz) N.E.Br.
34. Corchorus kirkii N.E.Br.
35. Corchorus laniflorus Rye
36. Corchorus lasiocarpus Halford
37. Corchorus leptocarpus A.Cunn. ex Benth.
38. Corchorus longipedunculatus Mast.
39. Corchorus macropetalus (F.Muell.) Domin
40. Corchorus macropterus G.J.Leach & Cheek
41. Corchorus merxmuelleri Wild
42. Corchorus mitchellensis Halford
43. Corchorus neocaledonicus Schltr.
44. Corchorus obclavatus Halford
45. Corchorus olitorius L.
46. Corchorus orinocensis Kunth
47. Corchorus parviflorus (Benth.) Domin
48. Corchorus parvifolius Sebsebe
49. Corchorus pascuorum Domin
50. Corchorus pinnatipartitus Wild
51. Corchorus psammophilus Codd
52. Corchorus pseudocapsularis Schweinf.
53. Corchorus pseudoolitorius Islam & Zaid
54. Corchorus puberulus Halford
55. Corchorus pumilio R.Br. ex Benth.
56. Corchorus reynoldsiae Halford
57. Corchorus saxatilis Wild
58. Corchorus schimperi Cufod.
59. Corchorus sericeus Ewart & Davies
60. Corchorus siamensis Craib
61. Corchorus sidoides F.Muell.
62. Corchorus siliquosus L.
63. Corchorus subargentus Halford
64. Corchorus sublatus Halford
65. Corchorus sulcatus I.Verd.
66. Corchorus tectus Halford
67. Corchorus thozetii Halford
68. Corchorus tirunelveliensis Kalaiselvan, Selvak. & Rajakumar
69. Corchorus tomentillus F.Muell.
70. Corchorus torresianus Gaudich.
71. Corchorus tridens L.
72. Corchorus trilocularis L.
73. Corchorus urticifolius Wight & Arn.
74. Corchorus velutinus Wild
75. Corchorus walcottii F.Muell.

## Sinonimi
- Antichorus L.; Mant. 1: 9 (1767)
- Antiphyla Raf.; New Fl. 4: 16 (1838)
- Caricteria Scop.; Introd. 104 (1777)
- Coreta P.Browne; Civ. Nat. Hist. Jamaica: 147 (1756)
- Ganja Rchb.; Handb. 303 (1837)
- Maerlensia Vell.; Fl. Flum. 231 (1825) 5: t. 112 (1827)
- Nettoa Baill.; Adansonia 6: 238. t. 7 (1866)
- Oceanopapaver Guillaumin; Bull. Soc. Bot. France 79: 226 (1932)
- Rhizanota Lour. ex Gomes; Mem. Acad. Sci. Lisb. Cl. Sci. Pol. Mor. Bél.-Let. n. s. 4: (I), 29 (1868),Merr. in Trans. Am. Phil. Soc. n. s. 24: II. 17, 257 (1935):
- Riddellia Raf.; New Fl. 4: 15, 111 (1838)
- Scorpia Ewart & A.H.K.Petrie; Proc. Roy. Soc. Victoria, n.s. 38: 169 (1926)